# Kalvarienberg (Bergheim)

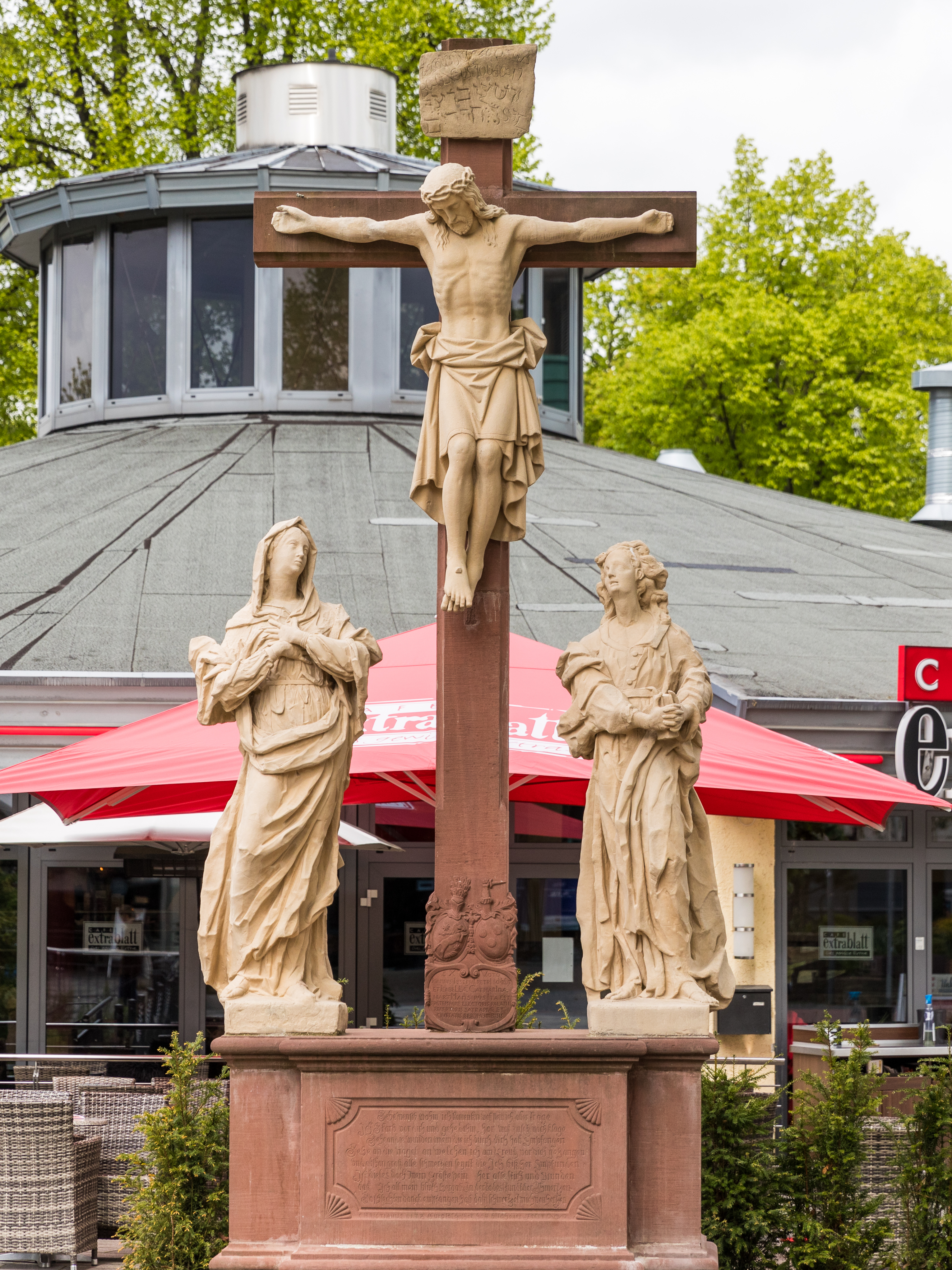
Der Kalvarienberg in der Bergheimer Innenstadt

Der Kalvarienberg in Bergheim (Rhein-Erft-Kreis) ist eine aus hellgrauem Sandstein gefertigte Nachbildung der Kreuzigungsgruppe. Das sakrale Kunstwerk zeigt den gekreuzigten Christus, flankiert von seiner Mutter Maria und dem Evangelisten Johannes. Es befindet sich in der Mitte der Fußgängerzone der Kreisstadt Bergheim.

## Geschichte und Architektur
Das Figurenensemble ruht auf einem altarartigen Sockel aus rotem Buntsandstein.
Der Kalvarienberg besitzt eine Höhe von sechs Metern. Auf dem Sockel ist eine umfangreiche Inschrift angebracht, die folgenden Wortlaut hat:

„Sehe mensch, wohin ich komen bin, waß pein Ich ober trage. Ich Starb vuer dich und gehe dahin, hör waß zuletzt noch klage. Sehe an die wunden, die ich dein empfangen. Sehe an die nägel, an welchen ich am Creutz vor dich gehangen. Und obschon groß alle Schmertzen seynt, die ich biß her empfunden, Ist dieses doch mein größte pein her alle stich und wunden, daß Ich all mein bluth hergab. In der todesstundt der Schmertzen So schlechten danck empfangen hab, daß schmertzet mich von hertzen. – Christianus Litz, Churpfälzischer hoffbildhauer fecit ANNO 1728.“

Sie nennt also als Bildhauer den kurpfälzischen Hofbildhauer Christian Litz aus Düsseldorf. Am Fuß des Kreuzstammes befindet sich das Allianzwappen des Ehepaares Johann Josef Peter Sourdt und Isabella Katharina Hartmans. Der Kalvarienberg wurde auf ihre Anweisung hin 1728 errichtet. Viele sakrale Gebäude und Skulpturen wurden während der französischen Besetzung des Rheinlandes vernichtet oder beschädigt. Auch die Kreuzigungsgruppe war hiervon betroffen. Sie wurde 1798 auf Veranlassung der französischen Obrigkeit beschädigt, aber gleich zu Anfang des 19. Jahrhunderts wieder restauriert.
Da das Kunstwerk bald aufgrund der Witterungseinflüsse Schaden nahm, sammelte Pfarrer Karl Unkelbach (1867–1886) in der Bevölkerung Spenden und ließ eine neue Skulpturengruppe schaffen. Ob sie eine genaue Wiedergabe des Originals ist, ist nicht überliefert. Zweimal erfuhr die Kreuzigungsgruppe eine grundlegende Sanierung, in den Jahren 1961 bis 1965 und Anfang der 80er Jahre. Wegen der anhaltenden Beschädigungen durch die Witterung stellte man schließlich 1983 an der Erft eine naturgetreue Kopie auf. Das Original fand seinen Platz 1986 in der Pfarrkirche St. Remigius.